# Phyllopta
Phyllopta är ett släkte av svampar. Phyllopta ingår i familjen Trichosporonaceae, ordningen gelésvampar, klassen Tremellomycetes, divisionen basidiesvampar och riket svampar.
|           | Trichosporon                             |
|           |                                          |
|           | Asterotremella                           |
|           |                                          |
|           | Cryptotrichosporon                       |
|           |                                          |
| Phyllopta | \| \| Phyllopta biparasitica \| \| \| \| |
|           | \| \| Phyllopta biparasitica \| \| \| \| |
|           | Phyllopta biparasitica                   |
|           |                                          |

|  | Phyllopta biparasitica |
|  |                        |